# 博德科鎮區 (阿肯色州亨普斯特德縣)
博德科鎮區（英語：Bodcaw Township）是位於美國阿肯色州亨普斯特德縣的一個行政鎮區。

## 地方資料
博德科鎮區的面積為135.67平方千米，當中陸地面積為135.59平方千米，而水域面積為0.08平方千米。根據2010年美國人口普查的數據，當地共有人口511人，而人口密度為每平方千米3.77人。